# Ettore Crippa
Ettore Crippa (Milano, 24 maggio 1896 – Dembeguinà, 15 dicembre 1935) è stato un militare italiano, insignito della medaglia d'oro al valor militare alla memoria nel corso della guerra d'Etiopia.

## Biografia
Nacque a Milano il 24 maggio 1896.  Arruolato nel Regio Esercito nel corso della prima guerra mondiale frequentò i corsi della Regia Accademia Militare di Modena da cui uscì con il grado di sottotenente in servizio permanente dell'arma di cavalleria nel novembre 1916, assegnato al Reggimento "Cavalleggeri di Saluzzo" (12º) mobilitato. Con questo reggimento partecipò alle operazioni belliche nel corso della Grande Guerra, venendo decorato con una croce di guerra al valor militare. Promosso capitano nel gennaio 1930, dopo aver prestato servizio nel Reggimento Piemonte Reale Cavalleria (2º), nella Scuola di applicazione di cavalleria a Pinerolo e al Reggimento "Cavalleggeri Guide" (19º), nell’aprile 1935 partì volontario per l'Africa Orientale. Assegnato al 10º Squadrone "Duca degli Abruzzi" del IV Gruppo carri veloci, alle 5:00 del 3 ottobre 1935 oltrepassò il Mareb portando il suo squadrone carri, distaccato dal Gruppo, ad occupare Axum che raggiunse superando le aspre difficoltà legate all'impervio terreno, il 15 successivo. Cadde in combattimento a Dembeguinà il 15 dicembre, e fu insignito della medaglia d'oro al valor militare alla memoria.

### Fonti
1. 1 2 3 4 5  Combattenti Liberazione.
2. 1 2 3  Gruppo Medaglie d'Oro al Valor Militare 1965, p. 131.
3. ↑   Medaglia d'oro al valor militare Crippa, Ettore, su quirinale.it, Quirinale. URL consultato l'11 luglio 2021.